# میکی فوجیتانی
میکی فوجیتانی (انگلیسی: Miki Fujitani; ۱۵ سپتامبر ۱۹۷۳ – ) بازیگر، صداپیشگی در ژاپن، و خواننده اهل ژاپن بود. وی از سال ۱۹۸۷ میلادی تاکنون مشغول فعالیت بوده‌است.
از فیلم‌ها یا برنامه‌های تلویزیونی که وی در آن نقش داشته‌است می‌توان به مبارز خیابانی ۲: فیلم پویانمایی اشاره کرد.